# Lycopersicon chilense
Lycopersicon chilense är en potatisväxtart som beskrevs av Michel Félix Dunal. Lycopersicon chilense ingår i släktet Lycopersicon och familjen potatisväxter. Inga underarter finns listade i Catalogue of Life.